# Луна-6
«Луна-6» — советская автоматическая межпланетная станция для изучения Луны и космического пространства.
8 июня 1965 года осуществлён пуск ракеты-носителя «Молния», которая вывела на траекторию полёта к Луне АМС «Луна-6». Программа полёта предусматривала мягкую посадку на лунную поверхность. Станция была первоначально выведена на околоземную орбиту с параметрами: наклонение орбиты — 64,76°; период обращения — 88,65 минуты; перигей — 167 километров; апогей — 246 километров, а затем стартовала в сторону Луны. 11 июня 1965 года станция «Луна-6» из-за отклонений в траектории полёта прошла на расстоянии 150 000 километров от поверхности Луны и вышла на гелиоцентрическую орбиту. Программа полёта, предусматривавшая мягкую посадку на поверхность Луны, не была выполнена.